# ヨーロピアンラグビーチャンピオンズカップ
ヨーロピアンラグビー・チャンピオンズカップ (European Rugby Champions Cup）は、ヨーロッパおよび南アフリカ共和国から24のクラブチームが参加する、ラグビーユニオンのクラブ王者決定戦。冠スポンサーにより「Investec Champions Cup（インベステック・チャンピオンズカップ）」ともいう。
直近2024-25大会は、2024年12月6日から2025年5月24日まで開催した。

## 概要
イングランドのプレミアシップ・ラグビー、フランス選手権トップ14、ウェールズ・スコットランド・アイルランド・イタリア・南アフリカ共和国によって構成されるユナイテッド・ラグビー・チャンピオンシップでの上位チームが、翌シーズンのこの大会への出場権を得る。また、前シーズンの下位大会（EPCRチャレンジカップ）の優勝チームも出場する。詳細は、後述「出場チーム」を参照。
1995年から2014年まで、「ハイネケンカップ（Heineken Cup）」として開催された。
運営はヨーロッパ・ラグビー・カップ（European Rugby Cup、ERC）が行っていた。しかし、トーナメント形式と収益分配のに関する意見の相違により、2014年にイングランドとフランスが脱退し、ヨーロピアン・プロフェッショナル・クラブ・ラグビー（European Professional Club Rugby、略称：EPCR）を創設。
2014-15シーズンから、ヨーロピアン・プロフェッショナル・クラブ・ラグビー（European Professional Club Rugby、略称：EPCR）が運営を行い、大会名が現在の「ヨーロピアンラグビー・チャンピオンズカップ」になった。
2018-19シーズンから、ハイネケンが再び冠スポンサーとなり「ハイネケン・チャンピオンズカップ（Heineken Champions Cup）」とも呼ばれた。
2023-24シーズンから、銀行・資産運用会社のInvestecが命名権を得て「インベステック・チャンピオンズカップ」ともいう。
2025年5月24日、4年に一度開催の「Rugby World Club Cup（ラグビーワールドクラブカップ）」を2028年から創設することを発表した。16チームで編成され、うち8チームは「ヨーロピアンラグビーチャンピオンズカップ」から出場し、残り8チームはスーパーラグビー・パシフィック（ニュージーランド、オーストラリア、フィジーのプロクラブが参加）と日本（ジャパンラグビーリーグワン）から出場する、という発表内容。4年に一度、ヨーロピアンラグビーチャンピオンズカップのノックアウトステージの代わりとなると見込まれている。

## 出場チーム
出場条件は、年次によって異なる。2024-25大会の出場チームは、以下のとおり。
前年シーズンの3つのリーグから原則8チームずつ、計24チームが出場する。
- イングランド最高峰リーグの「2023-24 プレミアシップ・ラグビー」上位8チーム。
- フランス最高峰の「2023-24 フランス選手権トップ14」上位8チーム。
- ウェールズ・スコットランド・アイルランド・イタリア・南アフリカ共和国によって構成される「2023-24 ユナイテッド・ラグビー・チャンピオンシップ」から、上位7チーム（8位チームは出場できない）。
- 「ユナイテッド・ラグビー・チャンピオンシップ」の下位リーグ「2023-24 EPCRチャレンジカップ」優勝者1チーム[11]。

### 2024-25シーズンの出場チーム
日程・対戦結果など詳細は「2024-25ヨーロピアンラグビーチャンピオンズカップ」を参照。
| 地域    | イングランド                        | フランス                          | アイルランド・スコットランド・ウェールズ・ イタリア・南アフリカ共和国 | アイルランド・スコットランド・ウェールズ・ イタリア・南アフリカ共和国 |
| 大会    | 前年2023-24プレミアシップ・ラグビー | 前年2023-24フランス選手権トップ14 | 前年2023-24ユナイテッド・ラグビー・チャンピオンシップ                 | 前年2023-24EPCRチャレンジカップ                                       |
| ------- | ----------------------------------- | --------------------------------- | --------------------------------------------------------------------- | --------------------------------------------------------------------- |
| 1位     | ノーサンプトン・セインツ            | スタッド・トゥールーザン          | マンスター・ラグビー                                                  | シャークス                                                            |
| 2位     | バース・ラグビー                    | スタッド・フランセ・パリ          | ブルズ                                                                | ‐                                                                     |
| 3位     | セール・シャークス                  | ユニオン・ボルドー・ベグル        | レンスター・ラグビー                                                  | ‐                                                                     |
| 4位     | サラセンズ                          | RCトゥーロン                      | グラスゴー・ウォリアーズ                                              | ‐                                                                     |
| 5位     | ブリストル・ベアーズ                | スタッド・ロシュレ                | ストーマーズ                                                          | ‐                                                                     |
| 6位     | ハーレクインズ                      | ラシン92                          | アルスター・ラグビー                                                  | ‐                                                                     |
| 7位     | エクセター・チーフス                | カストル・オランピック            | ベネットン・ラグビー                                                  | ‐                                                                     |
| 8位     | レスター・タイガース                | ASMクレルモン・オーヴェルニュ     | 2024–25EPCRチャレンジカップへ                                         | ‐                                                                     |
| 9位以下 | 2024–25EPCRチャレンジカップへ       | 2024–25EPCRチャレンジカップへ     | 2024–25EPCRチャレンジカップへ                                         | ‐                                                                     |

## 関連大会
|          | ヨーロッパ6か国 および 南アフリカ共和国 ほか ・ |                                          |                                            |                                                                         | |
| 上位大会 | ヨーロピアンラグビーチャンピオンズカップ        | ヨーロピアンラグビーチャンピオンズカップ | ヨーロピアンラグビーチャンピオンズカップ   | ヨーロピアンラグビーチャンピオンズカップ                                | ヨーロピアンラグビーチャンピオンズカップ                                                                               |
| 下位大会 | EPCRチャレンジカップ                            | EPCRチャレンジカップ                     | EPCRチャレンジカップ                       | EPCRチャレンジカップ                                                    | EPCRチャレンジカップ                                                                                                   |
|          |                                                 |                                          |                                            |                                                                         | |
|          | イングランド                                    | フランス                                 |                                            | アイルランド・スコットランド・ウェールズ・イタリア・南アフリカ共和国 ・ | アイルランド・スコットランド・ウェールズ・イタリア・南アフリカ共和国 ・                                                |
| 1部大会  | プレム・ラグビー (旧 プレミアシップ・ラグビー)  | トップ14                                 | ユナイテッド・ラグビー・チャンピオンシップ | ユナイテッド・ラグビー・チャンピオンシップ                              | |
|          |                                                 |                                          |                                            |                                                                         | |
| 2部大会  | チャンプ・ラグビー (旧 RFUチャンピオンシップ)   | プロD2                                   |                                            | 各 国内リーグ                                                           | オールアイルランド・リーグ、 スコティッシュ・プレミアシップ、 スーパーラグビー・カムリ、 セリエAエリート、カリーカップ |
| 3部大会  | ナショナルリーグ1                               | シャンピオナ・フェデラル・ナシオナル     |                                            | 各 国内リーグ                                                           | オールアイルランド・リーグ、 スコティッシュ・プレミアシップ、 スーパーラグビー・カムリ、 セリエAエリート、カリーカップ |

## 主催者
2013-14シーズンまで（ハイネケンカップ時代）は、ヨーロピアンラグビーカップ（European Rugby Cup、ERC）が運営・主催していた。ERCは、1995年にラグビーユニオンがプロ化（オープン化）へと転換した際に、設立された。
トーナメント形式と収益分配のに関する意見の相違により、2014年にイングランドとフランスが脱退し、ヨーロピアン・プロフェッショナル・クラブ・ラグビー（European Professional Club Rugby、略称：EPCR）を創設。
2014-15シーズンから、ERCに代わりEPCRが運営を行っている。同時に、大会名が「ハイネケンカップ」から現在の「チャンピオンズカップ」へと変更された。
EPCRの株主は、以下の9者。フランスラグビー連盟（FFR）、イタリアラグビー連盟（FIR）、アイルランドラグビー協会（IRFU）、ナショナルラグビーリーグ（LNR）、プレミアシップ・ラグビー・リミテッド（PRL）、PRO Rugby Championship DAC（URC）、イングランドラグビー協会（RFU）、スコットランドラグビー協会（SRU）、ウェールズラグビー協会（WRU）。

## 対戦概要
開催年により対戦方式が若干異なるため、ここでは直近2024-25大会の対戦概要を述べる。
- プールステージ：2024年12月6日 - 2025年1月19日
- ノックアウトステージ（1回戦・準々決勝）：2025年4月4日 - 13日
- ノックアウトステージ（準決勝）：2025年5月2日 - 4日
- ノックアウトステージ（決勝）：2025年5月24日

### プールステージ
あらかじめ、各リーグ（プレミアシップ、トップ14、ユナイテッド・ラグビー・チャンピオンシップ）の8チームずつを、リーグ成績に基づき4つの層にランク付けしておく。抽選によって、4つのプールに各層が比較的均等になるように分散し、6チームずつの4プールを形成する。
プールステージでは、ホームまたはアウェイで4つの異なる相手と、各チームが計4試合を行い、その勝ち点によって順位を決める。勝ち点は、勝利で4ポイント、引き分けで2ポイントを得る。さらにボーナスポイントとして、4トライ以上の獲得で1ポイント、7点差以内の負けで1ポイントを得る。
各プール上位4チーム（計16チーム）がノックアウトステージに進出する。

### ノックアウトステージ
16チームによるトーナメント制で勝ち抜きとなるが、各プールの成績に基づいて1位から16位までシードされ、1回戦は「1位v16位」「2位v15位」「3位v14位」「4位v13位」「5位v12位」「6位v11位」「7位v10位」「8位v9位」で対戦。
その後、準々決勝、準決勝、決勝へと進む。3位決定戦は行わない。

## 歴代決勝戦結果
| ハイネケンカップ時代     |                            |        |                               |                                                 |        |               |
| シーズン                 | 優勝                       | スコア | 準優勝                        | 決勝戦の会場                                    | 観客数 | 備考          |
| 1995-96                  | スタッド・トゥールーザン   | 21-18  | カーディフ・ブルーズ          | National Stadium（カーディフ）                  | 21,800 | [ 13 ]        |
| 1996-97                  | CAブリーヴ                 | 28-9   | レスター・タイガース          | National Stadium（カーディフ）                  | 41,664 | [ 14 ]        |
| 1997-98                  | バース・ラグビー           | 19-18  | CAブリーヴ                    | パルク・レスキュール (ボルドー)                 | 36,500 | [ 15 ]        |
| 1998-99                  | アルスター・ラグビー       | 21-6   | USコロミエ                    | ランズダウン・ロード (ダブリン)                 | 49,000 | [ 16 ]        |
| 1999-00                  | ノーサンプトン・セインツ   | 9-8    | マンスター・ラグビー          | トゥイッケナム・スタジアム (ロンドン)           | 68,441 | [ 17 ]        |
| 2000-01                  | レスター・タイガース       | 34-30  | スタッド・フランセ・パリ      | パルク・デ・プランス (パリ)                     | 44,000 | [ 18 ]        |
| 2001-02                  | レスター・タイガース       | 15-9   | マンスター・ラグビー          | ミレニアム・スタジアム (カーディフ)             | 74,600 | [ 19 ]        |
| 2002-03                  | スタッド・トゥールーザン   | 22-17  | USAペルピニャン               | ランズダウン・ロード (ダブリン)                 | 28,600 | [ 20 ]        |
| 2003-04                  | ワスプス・ラグビー         | 27-20  | スタッド・トゥールーザン      | トゥイッケナム・スタジアム (ロンドン)           | 73,057 | [ 21 ]        |
| 2004-05                  | スタッド・トゥールーザン   | 18-12  | スタッド・フランセ・パリ      | マレーフィールド・スタジアム (エディンバラ)     | 51,326 | [ 22 ]        |
| 2005-06                  | マンスター・ラグビー       | 23-19  | ビアリッツ・オランピック      | ミレニアム・スタジアム (カーディフ)             | 74,534 | [ 23 ]        |
| 2006-07                  | ワスプス・ラグビー         | 25-9   | レスター・タイガース          | トゥイッケナム・スタジアム (ロンドン)           | 81,076 | [ 24 ]        |
| 2007-08                  | マンスター・ラグビー       | 16-13  | スタッド・トゥールーザン      | ミレニアム・スタジアム (カーディフ)             | 74,500 | [ 25 ]        |
| 2008-09                  | レンスター・ラグビー       | 19-16  | レスター・タイガース          | マレーフィールド・スタジアム (エディンバラ)     | 66,523 | [ 26 ]        |
| 2009-10                  | スタッド・トゥールーザン   | 21-19  | ビアリッツ・オランピック      | スタッド・ド・フランス (サン＝ドニ)             | 78,962 | [ 27 ]        |
| 2010-11                  | レンスター・ラグビー       | 33-22  | ノーサンプトン・セインツ      | ミレニアム・スタジアム (カーディフ)             | 72,456 | [ 28 ]        |
| 2011-12                  | レンスター・ラグビー       | 42-14  | アルスター・ラグビー          | トゥイッケナム・スタジアム (ロンドン)           | 81,774 | [ 29 ]        |
| 2012-13                  | RCトゥーロン               | 16-15  | ASMクレルモン・オーヴェルニュ | アビバ・スタジアム (ダブリン)                   | 50,198 | [ 30 ]        |
| 2013-14                  | RCトゥーロン               | 23-6   | サラセンズ                    | ミレニアム・スタジアム (カーディフ)             | 67,586 | [ 31 ]        |
| チャンピオンズカップ時代 |                            |        |                               |                                                 |        |               |
| シーズン                 | 優勝                       | スコア | 準優勝                        | 決勝戦の会場                                    | 観客数 | 備考          |
| 2014-15                  | RCトゥーロン               | 24-18  | ASMクレルモン・オーヴェルニュ | トゥイッケナム・スタジアム (ロンドン)           | 56,622 | [ 32 ]        |
| 2015-16                  | サラセンズ                 | 21-9   | ラシン92                      | スタッド・ドゥ・リヨン (リヨン)                 | 58,017 | [ 33 ]        |
| 2016-17                  | サラセンズ                 | 28-17  | ASMクレルモン・オーヴェルニュ | マレーフィールド・スタジアム (エディンバラ)     | 55,272 | [ 34 ]        |
| 2017-18                  | レンスター・ラグビー       | 15-12  | ラシン92                      | エスタディオ・サン・マメス (ビルバオ)           | 52,282 | [ 35 ]        |
| 2018-19                  | サラセンズ                 | 20-10  | レンスター・ラグビー          | セント・ジェームズ・パーク (ニューカッスル)     | 51,930 | [ 36 ]        |
| 2019-20                  | エクセター・チーフス       | 31-27  | ラシン92                      | アシュトン・ゲート・スタジアム (ブリストル)     | 無観客 | [ 37 ]        |
| 2020-21                  | スタッド・トゥールーザン   | 22-17  | スタッド・ロシュレ            | トゥイッケナム・スタジアム (ロンドン)           | 10,000 | [ 38 ]        |
| 2021-22                  | スタッド・ロシュレ         | 24-21  | レンスター・ラグビー          | スタッド・ヴェロドローム (マルセイユ)           | 59,682 | [ 39 ]        |
| 2022-23                  | スタッド・ロシュレ         | 27-26  | レンスター・ラグビー          | アビバ・スタジアム (ダブリン)                   | 51,711 | [ 40 ]        |
| 2023-24                  | スタッド・トゥールーザン   | 31-22  | レンスター・ラグビー          | トッテナム・ホットスパー・スタジアム (ロンドン) | 61,531 | [ 41 ]        |
| 2024-25                  | ユニオン・ボルドー・ベグル | 28-20  | ノーサンプトン・セインツ      | プリンシパリティ・スタジアム (カーディフ)       | 70,225 | [ 42 ] [ 43 ] |